# ويندي مورتون
ويندي مورتون من مواليد 9 نوفمبر 1967و هي سياسية بريطانية وقد اشتغلت في منصب رئيس السوط في مجلس العموم وكذلك السكرتير البرلماني للخزانة من سبتمبر إلى أكتوبر 2022.
وهي كذلك عضو في حزب المحافظين ، وقد كانت عضوًا في البرلمان عن ألدريدج-براونهيلز في ويست ميدلاندز منذ عام 2015 .